# Vilardida (Vila-rodona)
Vilardida – miejscowość w Hiszpanii, w Katalonii, w prowincji Tarragona, w comarce Alt Camp, w gminie Vila-rodona.
Według danych INE z 2005 roku miejscowość zamieszkiwało 29 osób.